# Susa (Torí)
Susa (arpità Susa) és un municipi italià, situat a la ciutat metropolitana de Torí, a la regió del Piemont. L'any 2007 tenia 6760 habitants. Està situat a la vall de Susa, una de les valls arpitanes del Piemont. Limita amb els municipis de Bussoleno, Giaglione, Gravere, Mattie, Meana di Susa i Mompantero.

## Administració
| Període | Identitat    | Partit        |
| ------- | ------------ | ------------- |
| 2004-   | Sandro Plano | Llista cívica |

## Història
En temps de l'Imperi Romà tenia el nom de Segúsio (Segusio, Σεγούσιον). Era una ciutat de la Gàl·lia Transpadana al peu dels Alps Cottis, a la vall del Duria  (Dora Riparia), a uns 50 km d'Augusta Taurinorum (Torí). Fou la capital del regne de Cotti. Aquest rei era amic d'August i va obtenir el títol de prefecte, títol que va poder transmetre al seu fill Julius Cottius al que l'emperador Claudi va donar el títol de rei. Sota Neró el regne fou unit a Roma i Segusio va esdevenir municipi romà.
Ammià Marcel·lí diu que la tomba de Cottis encara es podia veure a Segusio al seu temps i que era objecte de molta veneració pels seus habitants. Un arc triomfal erigit per Cottis en honor d'August encara existeix. En ell s'esmenten les 14 ciutats que estaven subjectes a Cottis (Plini diu que eren 12) que incloïen als caturiges, els medul·les i la ciutat d'Òcelum a la vall del Clusone fins a l'estació d'Ad Fines (a menys de 25 km de Torí) que marcava el límit amb els taurins.